# NGC 1104
NGC 1104 je galaksija u zviježđu Kit.

## Vanjske poveznice
- SEDS: NGC 1104